# Кибара (горы)
Кибара (фр. Monts Kibara) — горный хребет в провинции Катанга Демократической Республики Конго. Частично входят в состав Национального парка Упемба.
Горы Кибара, бывшие некогда частью сплошного плато на севере Катанги, теперь разделены глубокими долинами. К западу от горного хребта лежит впадина Упемба. Река Луфира отделяет их от гор Митумба на востоке. Средняя высота гор Кибара составляет 1750 м над уровнем моря, а наибольшая — 1889 м. Выше 1500 м почва обычно бедная, песчаная и частично латеритизированная, а в сухой сезон становится очень сухой. Растительность представляет собой низкие луга или степи. Деревьев и кустарников мало.
Период образования гор — конец мелового периода.